# Филоненко, Виктор Лазаревич
Виктор Лазарович Филоненко (1 ноября 1933, село Бурковка, теперь Нежинского района Черниговской области — 2003, город Киев) — советский партийный деятель, председатель Черниговского облисполкома. Депутат Верховного Совета УССР 9-11-го созывов. Член Ревизионной комиссии КПУ в 1976—1981 г. Кандидат в члены ЦК КПУ в феврале 1981 — октябре 1982 г, и в 1986—1990 г. Член ЦК КПУ в октябре 1982 — феврале 1986 г.

## Биография
В 1957 году окончил Украинскую сельскохозяйственную академию.
В 1957—1961 годах — заведующий ремонтными мастерскими, директор Ичнянской ремонтно-технической станции Черниговской области.
Член КПСС с 1959 года.
В 1961—1965 годах — 2-й, 1-й секретарь Черниговского областного комитета ЛКСМУ.
В 1965—1966 годах — председатель исполнительного комитета Борзнянского районного совета депутатов трудящихся Черниговской области.
В 1966—1969 годах — 1-й секретарь Варвинского районного комитета КПУ Черниговской области.
В 1969—1970 годах — председатель Черниговского областного объединения «Сельхозтехника».
В 1970—1973 годах — секретарь Черниговского областного комитета КПУ.
В апреле 1973 — марте 1981 годов — председатель исполнительного комитета Черниговского областного совета депутатов трудящихся.
13 марта 1981 — ноябрь 1985 года — председатель Государственного комитета УССР по производственно-техническому обеспечению сельского хозяйства.
С декабря 1985 по ноябрь 1988 года — заместитель председателя Госагропрома Украинской ССР — начальник Главного управления механизации и электрификации.
С 3 ноября 1988—1991 года — председатель Государственного комитета УССР по охране природы.